# Manuel Buenacasa Tomeo
Manuel Buenacasa Tomeo (Caspe, Zaragoza, 1886 – Bourg-lès-Valence, Francia, 1964) fue un sindicalista y anarquista español, militante de la Confederación Nacional del Trabajo (CNT). 
Carpintero y periodista de profesión, entre 1900 y 1905 se integró en un convento franciscano de Andalucía. Posteriormente participó en la Federación Sindical de Zaragoza y en 1911 tuvo que exiliarse a Francia y después a Londres, donde conoció a Vladimir Lenin y a Errico Malatesta. En 1914 se trasladó a Barcelona, donde estableció contacto con los históricos dirigentes anarcosindicalistas Anselmo Lorenzo, Ángel Pestaña y Salvador Seguí. En 1915 se exilió de nuevo a París, donde formó parte del Comité de Relaciones Anarquistas Internacionales y conoció a Mahatma Gandhi. En 1916 viaja a Lausana (Suiza) donde se entrevista de nuevo con Lenin. De regreso a España fue hecho preso y después de pasar por las cárceles de San Sebastián, Gijón, Zaragoza, Madrid y Barcelona, recobró la libertad en 1918 y fue elegido Secretario General de la CNT. En enero de 1919, en los prolegómenos de la huelga de La Canadiense, fue detenido y encarcelado en la nave Pelayo, junto a otros sindicalistas. Formando parte del Comité Nacional de la CNT asistió al II Congreso Confederal, celebrado en Madrid en diciembre de ese mismo año, en el cual ejerció como presidente de Mesa en la segunda sesión y fue uno de los veinticuatro firmantes del dictamen sobre la definición ideológica del sindicato, que declaraba: “La finalidad que persigue la Confederación Nacional del Trabajo de España es el comunismo libertario”. 
En 1920 organizó, en Zaragoza, una huelga general como protesta por el asesinato de Francesc Layret. Ejerció como secretario del Comité Regional de Aragón de la CNT y como tal asistió a la Conferencia Extraordinaria que se celebra en la capital aragonesa entre el 11 y el 14 de junio de 1922. En 1923 organizó en Madrid un congreso anarquista, donde se acordó la formación de una Federación Nacional de Grupos Anarquistas. En 1929 se exilió en Toulouse, donde estableció una carpintería donde trabajó hasta 1930, cuando fue expulsado de Francia y regresó a Barcelona. Al acabar la guerra civil española (1936-1939) retornó a Francia y dio apoyo a la escisión vivida por la CNT en 1945. En 1961 participó en el congreso de la CNT en el exilio. Colaboró con Tierra y Libertad y Solidaridad Obrera en Barcelona con el seudónimo de Manuel S. Ordo. Dirigió la revista Cultura y Acción (en 1910 y 1921), órgano regional del anarcosindicalismo aragonés. También dirigió la edición de Gijón de Solidaridad Obrera (1922) y El Productor, publicación editada en Blanes (Gerona), en 1925. Publicó diversos libros, entre los cuales destacan: El movimiento obrero español. 1886-1926. Historia y Crítica, La CNT, los Treinta y la FAI, y Perspectivas del movimiento obrero español.